# تجمع ملوص (المحفد)

تعديل مصدري - تعديل

تجمع ملوص هو "تجمع بدوي" في  عزلة المحفد بمديرية المحفد التابعة لمحافظة أبين، بلغ تعداد سكانها 47 نسمة حسب تعداد اليمن لعام 2004.